# Cantone di Châtillon-en-Diois
Il Cantone di Châtillon-en-Diois era un cantone della Francia dell'arrondissement di Die.
A seguito della riforma approvata con decreto del 20 febbraio 2014, che ha avuto attuazione dopo le elezioni dipartimentali del 2015, è stato soppresso.

## Composizione
Comprende i comuni di:
- Boulc
- Châtillon-en-Diois
- Glandage
- Lus-la-Croix-Haute
- Menglon
- Saint-Roman
- Treschenu-Creyers